# Gabriel Marius Cazemajou
Gabriel Marius Cazemajou (Marseille, 10 décembre 1864 - Zinder, 5 mai 1898) est un officier et explorateur français.

## Biographie
Fils d'un sous-officier, il fait de brillantes études, entre à l'École polytechnique (1882) et sort dans le Génie de l’École de Fontainebleau.
Il participe à la campagne du Tonkin (1884-1885) pendant laquelle il est promu capitaine à l'âge de 25 ans. Il est ensuite envoyé à Gafsa dans le Sud de la Tunisie où, avec le lieutenant des spahis Dumas, il fait un périple extraordinaire Nefta-Ghadames et retour en vingt-huit jours sans la moindre aide officielle (1893).
Soutenu par le Comité de l'Afrique Française, il soumet en 1896 au ministère un projet de mission du Dahomey vers l'Aïr et le Tassili des Azdjer dans le but de vérifier s'il ne reste pas des survivants de la mission Flatters. Finalement, le Comité le dirige vers le Tchad et lui accorde cent mille francs de subvention pour étudier les états s’échelonnant sur la ligne Say-Barroua, se renseigner sur Rabah et éventuellement traiter avec lui, essayer d'entrer en contact avec la mission Gentil.
Cazemajou arrive à Say le 1er octobre 1897 et le 15 janvier réussit à faire accepter au roi d'Argoungou le protectorat de la France. Par contre, le sultan de Sokoto s'y oppose et il doit alors se détourner vers le Gober au Nord.
Il passe ensuite à Maradi et entre le 27 mars sur les territoires du sultan de Zinder qu'il atteint le 13 avril. Il y reste trois semaines et récolte alors de nombreuses informations. Malheureusement, victime des Senoussistes, il est assassiné avec son interprète, Olive, le 5 mai 1898 sur ordre du sultan. Les tirailleurs de la mission parviennent à s'enfuir et rejoignent Say après de nombreuses souffrances.
Les restes de Cazemajou et d'Olive sont découverts au fond d'un puits le 30 juillet 1898 par Jules Joalland et Octave Meynier. Une expédition punitive obtient la mort du sultan Ahmadou le 15 septembre.

## Travaux
- Note sur un voyage de Nefta à Ghadamès, Bulletin de la Société de Géographie, 1896, p. 145
- Journal de route, Bulletin du Comité de l'Afrique française, 1900

## Distinctions
- Officier de l'ordre du Dragon d'Annam
- Chevalier de la Légion d'honneur

## Hommage
Une rue de Marseille a été nommée en son honneur.